# Tenualosa ilisha
Tenualosa ilisha, nota come alosa indiana, hilsa o ilish, è un pesce osseo di acqua dolce e marina appartenente alla famiglia Clupeidae.

## Distribuzione e habitat
Si tratta di una specie endemica dell'Oceano Indiano centro-orientale tra il Golfo persico e l'Indocina. È presente nel Tigri, nell'Eufrate e in vari fiumi iraniani tributari dell'Oceano Indiano. 
Vive nelle acque costiere e risale i fiumi per la riproduzione per migliaia di chilometri. Esistono anche popolazioni stanziali in acqua dolce, ad esempio nel Gange.

## Descrizione
Non è molto diversa dalla cheppia europea ma ha corpo più alto e bocca più grande. 
La colorazione è argentea con riflessi dorati e purpurei. Una macchia nera dietro l'opercolo branchiale è sempre presente.
Misura fino a 60 cm per quasi 3 chilogrammi di peso.

## Biologia
È un fortissimo nuotatore capace di coprire grandi distanze in pochissimo tempo.

## Alimentazione
Si nutre soprattutto di zooplancton ma può cercare organismi bentonici nel fango.

## Riproduzione
Essendo una specie anadroma vive in mare ma risale i fiumi per la riproduzione, che avviene durante il monsone meridionale.

## Pesca
Ha una certa importanza per la pesca commerciale in Asia.